# Erebiola butleri
Erebiola butleri là một loài bướm đặc hữu của đảo South, New Zealand, là loài duy nhất trong chi chi Erebiola.